# سيمون بيري (فنان)
سيمون بيري (بالإنجليزية: Simon Perry)‏ هو فنان أسترالي وبريطاني، ولد في 1962 في لندن في المملكة المتحدة.